# Кемо обнова
Кенму рестаурација (建武の新政 - Кенму но шинсеј), је кратак историјски међупериод Јапана од 1333—1336. године (између Камакура и Муромачи периода). Током овог периода, цар Го-Дајго успева да поврати власт на кратко, само да би она напослетку прешла у руке Ашикага шогуната.
Након рушења Камакура шогуната 1333. године, цар Го-Дајго започиње Кенму рестаурацију. Обнавља царску власт и постаје само формалнио, апсолутни владар (реалну власт је имао Ашикага бакуфу). Међутим, услед незадовољства даимјоа око права земље, долази до урушавања царског ауторитета.
Син последњег шогуна Камакура периода Токијуки Тоџо, започиње побуну 1335. године, како би поново успоставио Камакура шогунат. Такауџи Ашикага смирује побуну и узима Камакура подручје за себе, а својим саборцима самурајима дели земљу противника, чинећи то без дозволе царског двора. Цар шаље војску против Ашикаге, али Такауџи Ашикага их побеђује. Међутим, тек следеће године 1336. Такауџи Ашикага улази у Кјото.
Цар Го-Даиго бежи, а Ашикага Такауџи успоставља шогунат 1336. те поставља новог цара из царске линије Северног двора. Од тада почиње период Северног и Јужног Двора (南北朝時代 - Нанбокучо џидај), у коме две царске линије ратују за примат. Северна линија је у Кјоту, а Јужна линија је линија Го-Даига.